# Lestoidea conjuncta
Lestoidea conjuncta – gatunek ważki z rodziny Lestoideidae.
Imagines obu płci odznaczają się jasną plamką u nasady obu czułków. Samiec ma górne przydatki analne silnie zakrzywione dobrzusznie, u nasady smukłe i z małym kolcem brzusznym, u wierzchołka zaś wyraźnie ścięte. Natomiast dolne przysadki mają smukły i długi płat końcowy.
Ważka ta jest endemitem północno-wschodniej Australii, gdzie rozmnaża się w strumieniach lasów deszczowych.